# Bilal Aziz
Bilal Aziz Özer (* 1. Juli 1985 in Beirut) ist ein türkisch-libanesischer Fußballspieler, der in Deutschland aufgewachsen ist.

## Karriere
Aziz begann seine Karriere in der Jugend vom TSV Verden und wechselte dann zum FC Schalke 04. 2002 wurde er mit der B-Jugend des FC Schalke 04 deutscher Meister. Von 2004 bis 2006 spielte er für die Zweite Mannschaft des FC Schalke 04, bevor er zum VfL Osnabrück wechselte. Er bestritt dort 26 Regionalligaspiele, bei denen er zwei Tore erzielte. Am Ende der Saison 2006/07 stieg er mit dem VfL in die 2. Fußball-Bundesliga auf und absolvierte am 2. September 2007 gegen Borussia Mönchengladbach seinen ersten Profieinsatz. Ab der Saison 2008/09 spielte Bilal Aziz für den türkischen Erstligisten Kayserispor.
Am 10. Januar 2010 suspendierte Kayserispor Aziz, da dieser im Verdacht stehe Spielmanipulationen betrieben zu haben, obwohl das vermeintlich manipulierte Spiel von Kayserispor gewonnen wurde. Bilal Aziz wurde am 27. Mai 2010 am Flughafen Adana verhaftet. Es existierte ein Festnahmebefehl.
Zur Rückrunde der Saison 2011/12 wechselte Aziz erst zum Drittligisten Konya Şekerspor und anschließend zur Saison 2012/13 zum türkischen Zweitligisten Torku Konyaspor. Mit dem Beginn der Wintertransferperiode 2012/13 wechselte er zum Zweitligisten Kayseri Erciyesspor.
Nach gegenseitigem Einvernehmen mit der Vereinsführung löste er seinen Vertrag auf und verließ Erciyesspor. Wenige Tage nach seinem Abschied von Erciyesspor wurde sein Wechsel zum neuen Zweitligisten Ankaraspor bekanntgegeben. Ausschlaggebend für diesen Wechsel war die Tatsache, dass Osman Özköylü, sein Trainer aus seiner Zeit bei Erciyesspor, nun Ankaraspor trainierte.
Im Sommer 2016 wechselte er zum Zweitligisten Eskişehirspor. Nachdem dieser Verein aufgrund der peräkeren Finanzlage die Löhne nicht mehr bezahlen konnte, wechselte Aziz im Sommer 2018 gemeinsam mit seinem Teamkollegen Erkan Zengin zum Istanbuler Drittligisten Fatih Karagümrük SK. Hier erreicht er mit seinem Team zum Saisonende den Play-off-Sieg der TFF 2. Lig und damit den Aufstieg in die TFF 1. Lig. Nach diesem Erfolg konnte er sich mit diesem Verein um keine Vertragsverlängerung einigen, sodass er zur neuen Saison zu Bugsaşspor wechselte.

## Erfolge
Mit Kayseri Erciyesspor
- Meister der TFF 1. Lig und Aufstieg in die Süper Lig: 2012/13

Mit Osmanlıspor FK
- Vizemeister der TFF 1. Lig und Aufstieg in die Süper Lig: 2014/15

Mit Fatih Karagümrük SK
- Play-off-Sieger der TFF 2. Lig und damit den Aufstieg in die TFF 1. Lig: 2019/20